# Melanie Hamrick
Melanie Hamrick est une chorégraphe, autrice et ancienne ballerine américaine née le 17 juillet 1987 à Williamsburg (Virginie).

## Carrière

### Ballerine
Elle est ballerine durant quinze ans, jusqu'en 2019, à l'American Ballet Theatre.

### Chorégraphe
Elle a chorégraphié le ballet Porte Rogue (2019), qui intègre la musique de The Rolling Stones.

### Autrice
Autrice de littérature érotique, elle a écrit deux romans, First Position (2023, sorti en français en 2025) et The Unravelling (2024).

## Jeunesse et vie privée
Elle est née en Virginie. Elle a étudié à la Kirov Academy of Ballet (en) à Washington, D.C., avec notamment pour professeurs Alla Sizova, Adrienne Zellas et Nikolaï Morozov.
Compagne actuelle de Mick Jagger, elle met au monde leur fils Deveraux Octavian Basil le 8 décembre 2016. Le couple est fiancé mais pas certain de vouloir se marier.